# Enric II de Navarra
Enric II de Navarra (Sangüesa, Navarra, 1503 - Pau, 1555) fou rei de Navarra, copríncep d'Andorra, comte de Foix i Bigorra i vescomte de Bearn i Marsan (1517-1555).

## Orígens familiars
Fill dels reis de Navarra Joan III Albret i Caterina I de Navarra, nasqué el 24 d'abril de 1503.

## Ascens al tron navarrès
El 1517, a la mort de la seva mare, va recollir la seva herència i no va tardar a iniciar negociacions amb Carles I per la restitució completa del Regne de Navarra, a Noyon el 1516, i a Montpeller el 1518, sense èxit, fins que el 1521 va decidir anar a la guerra i va obtenir el suport del rei de França. Tropes franceses enviades pel rei Francesc I de França, on destacaven les comandades per André de Foix, van entrar a Navarra i van ocupar Pamplona però els ocupants, en lloc de fer-ho en nom d'Enric II, ho feren pel rei de França. Els navarresos es van oposar als francesos. Les tropes franceses van ser derrotades a Logronyo i Noain al juny del 1521 per les tropes espanyoles, molt superiors en nombre amb la pèrdua de 5.000 homes en la que André de Foix va ser ferit i fet presoner, i els castellans van entrar a Pamplona, conquerint altre cop l'Alta Navarra, si bé la Baixa Navarra (la part més enllà dels Pirineus, i situada avui en dia en territori fracès) fou evacuada per motius de seguretat i en aquesta part és on va conservar el títol Enric II.
Es va construir a la Baixa Navarra la fortalesa de Navarrenx, per fer front a un eventual atac castellà i es van plantejar opcions diplomàtiques, com el casament de la filla i hereva d'Enric, Joana, amb Felip, fill i hereu de Carles I, opció que va fracassar per l'oposició del rei de França.
El 1525, combatent per França, fou fet presoner a Pavia, però es va poder escapar.

## Núpcies i descendents
El 24 de gener de 1527 es va casar a Saint-Germain-en-Laye, prop de París, amb Margarida d'Angulema, filla de Carles IV d'Angulema i Lluïsa de Savoia, i germana de Francesc I de França. D'aquesta unió nasqueren:
- la infanta Joana III de Navarra (1528-1572), reina de Navarra
- l'infant Joan de Navarra (v 1530-?), mort jove

Va morir a Pau el 29 de maig de 1555 i el va succeir la seva filla Joana III de Navarra, coneguda per Joana d'Albret.